# Хонт (комітат)
48°04′00″ пн. ш. 18°57′00″ сх. д. / 48.06666667° пн. ш. 18.95° сх. д.
Хонт (угор. Hont) — історичний комітат на півночі Угорського королівства. Нині його територія розділена між Словаччиною та Угорщиною. Адміністративним центром комітату Хонт довгий час було місто Іпольшаг.
Комітат Хонт межував з комітатами Барш, Зойом, Ноград, Пешт-Піліш-Шольт-Кішкун та Естергом.
Комітат Хонт був створений у XI столітті, будучи виділений із комітату Ноград (Nógrád). Близько 1300 до комітату був приєднаний Малий Хонт (словац. Malohont, угор. Kishont), який, тим не менш, зберіг особливий статус.